# Anton Gioseffo della Torre di Rezzonico
Pour les articles homonymes, voir Della Torre di Rezzonico.
Anton Gioseffo della Torre di Rezzonico (1709-1785) est un militaire italien.

## Biographie
Issu de la même famille que le pape Clément XIII, il se mit au service de l'Espagne, et devint gouverneur de la citadelle de Parme et chambellan du duc de cette ville.
Alliant l'érudition à la science militaire, il a laissé, entre autres ouvrages, des Disquisitiones Plinianae, (Parme, 1763-67), où il traite de la vie et des écrits de Pline l'Ancien et de Pline le Jeune. 

## Source
Marie-Nicolas Bouillet  et Alexis Chassang (dir.), « Anton Gioseffo della Torre di Rezzonico » dans Dictionnaire universel d’histoire et de géographie, 1878 (lire sur Wikisource)